# NHL 1957/1958
Sezóna 1957/1958 byla 41. sezonou NHL. Vítězem Stanley Cupu se stal tým Montreal Canadiens.

## Konečná tabulka základní části
| Tým                 | Z  | V  | P  | R  | B  | VG  | IG  |
| ------------------- | -- | -- | -- | -- | -- | --- | --- |
| Montreal Canadiens  | 70 | 43 | 17 | 10 | 96 | 250 | 158 |
| New York Rangers    | 70 | 32 | 25 | 13 | 77 | 195 | 188 |
| Detroit Red Wings   | 70 | 29 | 29 | 12 | 70 | 176 | 207 |
| Boston Bruins       | 70 | 27 | 28 | 15 | 69 | 199 | 194 |
| Chicago Black Hawks | 70 | 24 | 39 | 7  | 55 | 163 | 202 |
| Toronto Maple Leafs | 70 | 21 | 38 | 11 | 53 | 192 | 226 |

## Play off
|  | Semifinále | Semifinále         | Semifinále |  |  | Finále Stanley Cupu | Finále Stanley Cupu | Finále Stanley Cupu |
|  |            |                    |            |  |  |                     |                     |                     |
|  | 1          | Montreal Canadiens | 4          |  |  |                     |                     |                     |
|  | 3          | Detroit Red Wings  | 0          |  |  |                     |                     |                     |
|  |            |                    |            |  |  | 1                   | Montreal Canadiens  | 4                   |
|  |            |                    |            |  |  | 4                   | Boston Bruins       | 2                   |
|  | 2          | New York Rangers   | 2          |  |  |                     |                     |                     |
|  | 4          | Boston Bruins      | 4          |  |  |                     |                     |                     |

## Ocenění
| Prince of Wales Trophy:       | Montreal Canadiens                   |
| Art Ross Trophy:              | Dickie Moore, Montreal Canadiens     |
| Calder Memorial Trophy:       | Frank Mahovlich, Toronto Maple Leafs |
| Hart Memorial Trophy:         | Gordie Howe, Detroit Red Wings       |
| James Norris Memorial Trophy: | Doug Harvey, Montreal Canadiens      |
| Lady Byng Memorial Trophy:    | Camille Henry, New York Rangers      |
| Vezina Trophy:                | Jacques Plante, Montreal Canadiens   |